# Willis Tower
La Willis Tower, nota anche come Sears Tower, è un grattacielo che sorge a Chicago, nell'Illinois. È stato il grattacielo più alto del mondo dal 1973 al 1998.

## Storia e descrizione
Commissionato dalla catena di grandi magazzini Sears Roebuck and Co., fu progettato da Bruce Graham e Fazlur Khan della Skidmore, Owings and Merrill. La costruzione prese il via nell'agosto 1970 e la massima altezza fu raggiunta meno di tre anni dopo, il 4 maggio 1973.
L'area su cui è situato l'edificio confina a nord con la Adams Street, a sud con la Jackson Boulevard, a ovest con la South Wacker Drive e a est con la Franklin Street, e ha una superficie pari a 418.064 m² che negli Stati Uniti, è seconda solo al Pentagono.
La struttura della torre è composta da nove grandi strutture tubolari quadrate affiancate, di varie altezze, che una volta ultimate superarono il record delle Torri Gemelle di New York come grattacielo più alto del mondo. La costruzione è composta da 110 piani effettivi, due dei quali adibiti a piani di manovra dei 104 ascensori presenti, risultando quindi in 108 piani abitabili. Al piano numero 103 è possibile visitare la vista panoramica "Skydeck", su balconate costruite completamente in vetro e sospese nel vuoto.
L'altezza totale è di 442,10 m dall'entrata est fino alla sommità del grattacielo; se invece si includono anche le antenne televisive installate nel febbraio 1982 l'altezza totale è di 520 m (527,30 m dopo l'ulteriore innalzamento dell'antenna ovest). L'aspetto esteriore è caratterizzato da grandi superfici vetrate color bronzo, sostenute da incorniciature in alluminio anodizzato di colore nero.
Anche se i diritti della Sears sono scaduti nel 2003, la torre ha mantenuto il nome "Sears Tower" fino al marzo 2009, quando il broker d'assicurazioni londinese Willis Group Holdings, che occuperà vari piani del grattacielo, ne è diventato il nuovo proprietario. Dal 16 luglio 2009 il grattacielo è stato ribattezzato "Willis Tower".

## Riconoscimenti
- 1975 - "Award of Excellence" - American Institute of Steel Construction[6]
- 1975 - "Best Engineering in High Rise Construction" - American Iron and Steel Institute[6]
- 1976 - "Distinguished Building Award" - AIA - Chicago Chapter[6]

## Curiosità

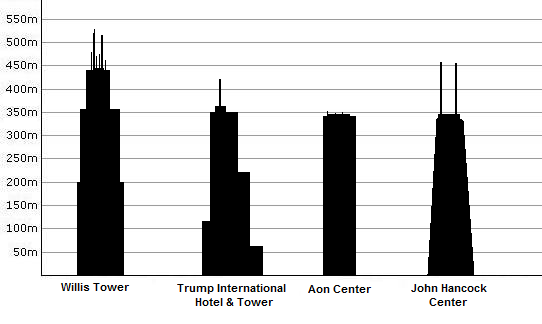
Confronto tra la Willis Tower e altri grattacieli di Chicago

- Nel libro e nel film Divergent, la Willis Tower appare, anche se viene chiamata "il Centro".
- Nel film " Una pazza giornata di vacanza " , (Ferris Bueller's Day Off) del 1986, il protagonista e i suoi due amici stazionano al 103º piano di quello che allora era il grattacielo più alto del mondo e dalla "Skydeck" ammirano Chicago
- Nel film Rampage - Furia animale, la torre crolla a causa di un conflitto tra militari e animali divenuti delle creature mostruose